# Huszár Imre (gazdatiszt)
Huszár Imre (Rábaszentmihály, 1804. október 13. – Ödönmajor (Fejér megye), 1864. június 30.) gazdatiszt, Huszár Károly kanonok testvérbátyja.

## Élete
Rábaszentmihályon született, ahol apja iskolamester volt. Iskoláit Kőszegen és Szombathelyen végezte; itt a líceumi tanfolyam sikeres befejezése után, Veszprémben a papnövendékek közé vették fel, ahonnét azonban rövid idő múlva a gazdasági pályára lépett, melyen Vas, Tolna és Fejér vármegyékben körülbelül negyven évet töltött. Mint a gróf Zichy-család gazdatisztje halt meg.
Cikkei a Falusi Gazdában (1856. A szarvasmarhatenyésztés, 1857. Értekezés egy megállapított gazdászati rendszerről, 1860. Nézetek az okszerű gazdászat tárgyában); más lapokban és folyóiratokban is jelentek meg szakcikkei.